# 갈현운수
갈현운수(葛峴運輸)는 서울특별시 은평구의 마을버스 운영 회사이고, 본사는 서울특별시 은평구 통일로89길 6-14 (갈현동)에 위치해 있다.

## 연혁
- 1994년: 회사 설립

## 노선
- ● 은평03-1번: 갈현12번지 건영아파트 ↔ 연신내역 (구 은평마을 10번, 구 은평03번)
- ● 은평03-2번: 연신내역 ↔ 박석고개.신도고등학교 (2024년 3월 23일 신설)
- ● 은평08-1번: 백련산힐스테이트 ↔ 새절역 (구 은평08번)
- ● 은평08-2번: 백련산힐스테이트 ↔ 새절역
- ● 은평09번: 대림아파트 ↔ 연신내역

## 보유 차종
- 현대 E-카운티
- 현대 E-에어로타운
- 현대 일렉시티 타운